# Anjouan
Anjouan (Arabisch: Andjouân OF Anjwān; Comorees: Ndzuwani) is een eiland in de Indische Oceaan en is een deelstaat van de Comoren. Het eiland telt ongeveer 277.500 inwoners (2006). De hoofdstad is Mutsamudu. Een andere plaats is Bambao.
In 1866 kwam het eiland onder Frans bewind. In 1975 vormde het eiland samen met de omliggende eilanden de staat van de Comoren.

## Onafhankelijkheidsperikelen
In 1997 verklaarde Anjouan en Mohéli zich onafhankelijk van de Comoren, maar die verklaring werd later ingetrokken. Op 13 maart 2008 werd bekend dat de Afrikaanse Unie klaar stond voor een invasie op de Comoren. De invasie werd op 24 maart 2008 uitgevoerd. De militaire actie moest een einde maken aan het opstandige regime van Mohamed Bacar, die zichzelf tot president van Anjouan uitriep. Sinds de eilandengroep in 1975 onafhankelijkheid verwierf van Frankrijk zijn er twintig staatsgrepen of pogingen daartoe geweest.